# Franco Lalli
Franco Lalli (Toronto, 11 marzo 1985) è un ex calciatore canadese, di ruolo attaccante.

## Carriera

### Club
Lalli giocò, a livello giovanile, per i Woodbridge Strikers, per il Woodbridge Town, per i Brampton Lions, per l'Ontario Provincial Team e l'Università di Notre Dame, prima di trasferirsi in Italia e giocare al Foggia e all'Avellino. Giocò poi nella Cavese e nel Lucera. Nel 2005, si trasferì agli ungheresi del Lombard Pápa. Il 17 aprile 2008, i North York Astros annunciarono l'ingaggio di Lalli.

### Nazionale
Partecipò al mondiale Under-20 2005 con la Nazionale canadese senza mai scendere in campo.